# Emil Liebich
Emil Liebig (1882 Ruse – 1962 Sofie) byl bulharský fotograf rakouského původu.

## Životopis
Narodil se v roce 1882 v Ruse jako syn fotografů Rudolfa Liebiga a Eleny Kuskaldové. Byl nejstarším ze čtyř dětí. Vystudoval gymnázium v rodném městě a v roce 1906 odešel do Budapešti, kde dva roky pracoval v ateliéru Sandora Fodrose. Tam se seznámil s Terezou Brodskou, se kterou se v Ruse oženil. Do roku 1914 pracoval jako umělecký fotograf. Za první světové války se přihlásil jako dobrovolník do rakouské armády . V prvním roce byl zajat Rusy, kde zůstal až do roku 1920. Pracoval tam jako sluha, vrátný nebo dělník v konzervárně. Poté skončil v Taškentu. Do Bulharska se mu podařilo vrátit s pomocí Teresy Weidnerové – dcery partnerky jeho otce Weidnera, se kterou se náhodou seznámil. Měl dva syny, Rudolfa a klavíristu Ottu, a dceru Margaritu. Fotografii se věnoval 50 let. Zemřel v roce 1962.